# Håvard Haukenes
Håvard Haukenes (ur. 22 kwietnia 1990 w Bergen) – norweski lekkoatleta specjalizujący się w chodzie sportowym.
Został zdyskwalifikowany podczas mistrzostw świata w Moskwie (2013) i europejskiego czempionatu w Zurychu (2014). W 2015 zajął 24. miejsce w chodzie na 50 kilometrów podczas mistrzostw globu. Siódmy chodziarz igrzysk olimpijskich w Rio de Janeiro (2016).
Złoty medalista mistrzostw Norwegii oraz reprezentant kraju w pucharze Europy, pucharze świata i na drużynowych mistrzostwach świata w chodzie.
Rekordy życiowe: chód na 20 kilometrów – 1:23:15 (7 maja 2016, Rzym); chód na 50 kilometrów – 3:42:50 (23 marca 2019, Dudince).

## Osiągnięcia
| Rok  | Impreza                                          | Miejsce        | Konkurencja              | Pozycja     | Wynik   |
| ---- | ------------------------------------------------ | -------------- | ------------------------ | ----------- | ------- |
| 2008 | Puchar świata w chodzie sportowym                | Czeboksary     | chód na 10 km (juniorów) | 47. miejsce | 46:53   |
| 2009 | Puchar Europy w chodzie sportowym                | Metz           | chód na 10 km (juniorów) | –           | DQ      |
| 2012 | Puchar świata w chodzie sportowym                | Sarańsk        | chód na 50 km            | –           | DQ      |
| 2013 | Puchar Europy w chodzie sportowym                | Dudince        | chód na 20 km            | –           | DQ      |
| 2013 | Mistrzostwa świata                               | Moskwa         | chód na 50 km            | –           | DQ      |
| 2014 | Puchar świata w chodzie sportowym                | Taicang        | chód na 20 km            | 66. miejsce | 1:25:06 |
| 2014 | Mistrzostwa Europy                               | Zurych         | chód na 20 km            | –           | DQ      |
| 2015 | Puchar Europy w chodzie sportowym                | Murcja         | chód na 20 km            | –           | DQ      |
| 2015 | Mistrzostwa świata                               | Pekin          | chód na 50 km            | 24. miejsce | 3:56:50 |
| 2016 | Drużynowe mistrzostwa świata w chodzie sportowym | Rzym           | chód na 20 km            | 37. miejsce | 1:23:15 |
| 2016 | Igrzyska olimpijskie                             | Rio de Janeiro | chód na 50 km            | 7. miejsce  | 3:46:33 |
| 2017 | Puchar Europy w chodzie                          | Podiebrady     | chód na 20 km            | –           | DQ      |
| 2017 | Mistrzostwa świata                               | Londyn         | chód na 50 km            | –           | DQ      |
| 2018 | Mistrzostwa Europy                               | Berlin         | chód na 50 km            | 4. miejsce  | 3:48:35 |
| 2019 | Puchar Europy w chodzie sportowym                | Olita          | chód na 20 km            | –           | DNF     |
| 2019 | Mistrzostwa świata                               | Doha           | chód na 50 km            | –           | DNF     |
| 2021 | Igrzyska olimpijskie                             | Tokio          | chód na 50 km            | –           | DNF     |